# Безсоння (роман)
«Безсоння» — містичний роман американського письменника Стівена Кінга. Виданий в 1994 році. Українською вийшов 2008 року в видавництві «Фоліо». За перше півріччя 2009 року «Буквоїд» опублікував індивідуальні рейтинги книг українською Станіслава Бондаренка та Юрія Ковальського у номінації «Красне письменство». В розділі «Сучасна зарубіжна проза / драматургія» роман посів 6-те місце. При чому 5-те посіла авторська збірка оповідань Кінга «Коли впаде темрява».. Щоправда, за остаточними результатами конкурсу 2009 року роман «Безсоння» посів 25-те місце.

## Опис сюжету
Ральф Робертс, головний герой твору, поступово втрачає дружину, яка помирає через пухлину мозку. Ральф намагається знайти втіху в щоденних прогулянках під спекою. Під час однієї з таких прогулянок він перешкоджає Еду Діпно напасти на водія вантажівки, яку той зачепив. Тоді ж Ральф помічає в, здавалося б, спокійному Еді, молодому вченому, певні зародки божевілля.
Зрештою, довготривала боротьба лікарів з пухлиною мозку дружини завершилась невдало. Поступово до Ральфа приходить безсоння та йому здається, що це скоро минеться. Але воно триває й триває, завдаючи страждань, розпалюючи лють і затьмарюючи думки. Безсонні ночі сповнені реалістичних кривавих видінь.
Ральф бачить вранці побиту Едом його дружину — Елен. Чоловік, всупереч запереченням жінки, викликає поліцію на Еда. Незабаром у місто має приїхати відома феміністка Сюзен Дей (у центр допомоги якої подалась Елен). Місто розділяється на два табори: прибічники Сюзен Дей і її противники, які намагаються не допустити її приїзд у Деррі. Ед Діпно очолює противників відомої феміністки, намагаючись всякими способами перешкодити її приїзду. «Друзі життя» на чолі Еда Діпно звинувачують Ральфа у підтримці абортів і один з їх прибічників намагається проштрикнути чоловіка в бібліотеці, але Ральфу вдається вирватись і тимчасово осліпити нападника.
Ральф починає бачити лисих лікарів-карликів і один з них здається божевільним і не врівноваженим. Ральф спостерігає, що над кожною істотою є мотузки, які підтримують життя, лікарі-карлики ж перерізають їх, завершуючи існування суб'єкта. На неврівноваженому карлику він бачить панаму свого сусіда МакҐоверна (яка загубилась) і сприймає це як недобрий знак. Він незабаром дізнається, що сусідка Луїза теж страждає від безсоння і бачить аури.
Незабаром вони зустрічають двох лікарів-карликів, яких називають Клото і Лахесіс, а третього божевільного Атропосом (як міфічних мойр). Перші двоє служать Визначеності і позбавляють життя згідно з чітким обрахунком, а Атропос слугує Випадковості, здатний завдати смерті будь-коли і як. Атропос перерізав мотузку Еду Діпно, але той не помер, а збожеволів. Едом керує могутня темна сила — Багряний Король і Діпно хоче врізатись літаком у місце заходу Сюзен Дей. Ральф же повинен перешкодити цьому, але справжнє його покликання — це врятувати від смерті там хлопчика Патріка Денвілла, який повинен відіграти величезну роль у майбутньому для стрільця Роланда (персонажа «Темної вежі»).
Ральфа телепортують у літак, чоловік намагається перерізати дроти і скерувати літак від будівлі з людьми. Перед Ральфом постає Багряний Король у формі його дитячого страху — риби з отруйними вусами. Чоловік перемагає у поєдинку з Королем і скеровує літак вліво від будинку, де аероплан розбивається. За допомогою надприродньої сили Луїза витягає вчасно Ральфа з літака, рятуючи його.
Після всіх подій Ральф одружується з Луїзою і живе щасливе життя, іноді доглядаючи Наталі — дочку Елен і Еда Діпно. У пари зникає безсоння, як і пам'ять про аури, лисих лікарів-карликів та минулі події. Проте історія на цьому не завершилася: Атропос вирішив убити Наталі, Ральф, відчуваючи це — прямує до дівчинки і рятує її від автомобіля, жертвуючи собою.
Перед тим як Ральф зупинив смерть тисячі людей від падіння літака, Патрік Денвілл сидячи з матір'ю на імпрезі Сюзен Дей, малював малюнок: на заході сонця височіла темна вежа, всипана навколо червоними трояндами; біля неї стояв стрілець, а на верхівці, спираючись на перила, Багряний Король.

## Персонажі
В романі діє велика кількість персонажів. Серед них можна виділити:
- Ральф Робертс — головний герой, який після втрати дружини поступово втрачає сон і починає бачити дивні речі навколо себе.
- Керолайн Робертс — дружина Ральфа, що помирає на початку роману від раку мозку, який був виявлений занадто пізно.
- Білл Мак-Ґоверн — Ральфів друг, живе на першому поверсі будинку, в якому живе Ральф.
- Ед Діпно — молодий вчений, сусід Ральфа, з родиною якою він перебуває в дружніх стосунках. Пізніше Ед виявляється агресивною, небезпечною та напівбожевільною людиною.
- Елен Діпно — дружина Еда, який не раз прикладав руку до неї.
- Наталі Діпно — дівчинка-маля Елен та Еда Діпно.
- Доктор Літчфілд — лікар Ральфа, який спочатку помилився з діагнозом його дружини. У зв'язку з чим Ральф не наважувався піти до нього зі скаргою на безсоння.
- Луїза Чесс — ровесниця Ральфа, стара леді, яка ще зберігає залишки своєї краси. У неї з Ральфом давня симпатія. Виявляється у неї теж безсоння. В кінці твору вона та Ральф одружуються.
- Сьюзен Дей — громадська діячка, яка виступає за права жінок і, зокрема, за право на аборт. Весь сюжет розгортається на фоні підготовки до її приїзду в Ральфове містечко Деррі. Жителі містечка діляться на захисників прав жінок та на захисників життя («Друзів життя»).
- Патрік Денвілл — хлопчик, який має надзвичайний дар до малювання і може бачити невидимі речі. В кінці роману виявляється, що останні події в м. Деррі пов'язані саме з ним, оскільки в майбутньому хлопчику судилося відіграти значну роль у врятуванні героя серії романів С. Кінга Темна Вежа — Роланда. Таємничі сили очолювані Кривавим Царем (Багряним Королем) намагаються вбити малого використовуючи Еда Діпно, інші сили намагаються врятувати його закликавши для цього Ральфа.

## Переклад українською
Вперше переклад українською з'явився у 2008 році у видавництві «Фоліо» у перекладі К. Борисенка.